# Абдикация
Абдика́ция (лат. abdicatio — отречение) — добровольное или вынужденное отречение от престола, отказ от власти, должности или сана.
Как указывается в «Энциклопедическом словаре Брокгауза и Эфрона», наиболее известными в новой истории явились следующие добровольные отречения от престола: королевы Христины Шведской (1654), испанского короля Филиппа V (1724), голландского короля Людовика Бонапарта (1810), сардинских королей Карла Эммануила, Виктора Эммануила и Карла Альберта (1802, 1821, 1849), короля Амадея Испанского (1873); в Германии короля Людвига I Баварского (1848), герцога Иосифа Саксен-Альтенбургского (1848) в пользу его брата, князя Гогенцоллернского (1849) в пользу Пруссии, герцога Бернгарда Саксен-Мейнингенского (1866) в пользу его сына Георга. Не совсем добровольно отрёкся от престола Виллем I, король нидерландский (1840).
Под влиянием внешних сил были вынуждены отречься от престола польские короли Август II Сильный (1706), Станислав Лещинский (1738) и Станислав Август Понятовский (1795), король Испании Карл IV (1808). Дважды отрекался от престола Наполеон Бонапарт — 11 апреля 1814 года после вступления войск антифранцузской коалиции в Париж и 22 июня 1815 года после поражения в битве при Ватерлоо.
Король Франции Карл X в условиях революции предпочёл отречься от престола (1830) и потребовал тотчас же отречения также от старшего своего сына Луи-Антуана, герцога Ангулемского (который в течение 20 минут формально был королём Людовиком XIX).
Недобровольные отречения от престола чаще всего бывали последствиями народных восстаний. Монархи, не желавшие официально отречься от своих прав, подвергались изгнанию из страны.

## XX век
Первая мировая война в Европе привела к череде буржуазно-демократических революций и отречений европейских монархов. Первым в 1917 году стал император всероссийский Николай II, который отрёкся от престола за себя и своего сына в пользу своего брата великого князя Михаила Александровича, который, однако, отказался вступить на престол, подписав акт об отказе от восприятия верховной власти.
В 1918 году в результате Ноябрьской революции прекратила своё существование Германская империя. Германский император и король Пруссии Вильгельм II 10 ноября бежал из страны в Нидерланды, где нашёл себе последний приют в изгнании. 28 ноября Вильгельм подписал официальный акт об отречении от обоих престолов.
Карл I, последний император Австрии, король Венгрии и Чехии после распада Австро-Венгрии 9 ноября 1918 года объявил, что «отстраняется от управления государством» (подчёркивая, что это не является отречением от престола). В марте 1921 года он сделал первую попытку вернуть венгерский престол мирным путём, но из-за влияния Антанты реставрация Габсбургов не была осуществлена. В октябре 1921 Карл, в попытке вернуть престол, дошёл со своими вооружёнными сторонниками почти до Будапешта, но был арестован и сослан на остров Мадейра, где в апреле 1922 года скончался.
Болгарский царь Фердинанд I после поражения в Первой мировой войне отрёкся от престола в пользу сына Бориса III и покинул страну.
В 1936 году произошло единственное в британской истории добровольное сложение полномочий британским монархом — король Эдуард VIII отказался от трона, чтобы жениться на разведённой американке Уоллис Симпсон, несмотря на возражения британского правительства, Британского содружества наций, королевской семьи и Англиканской церкви.
В 1945—1947 годы монархи восточноевропейских государств, оказавшихся по завершении Второй мировой войны в сфере влияния СССР (король Югославии Пётр II, царь Болгарии Симеон II и король Румынии Михай I), были низложены и вынуждены эмигрировать в результате социалистических революций, однако официально от своего престола не отрекались.

## В наши дни
30 апреля 1980 года королева Нидерландов Юлиана в день своего 71-летия подписала акт об отречении от престола в пользу своей старшей дочери, принцессы Беатрикс. Ровно через 33 года 75-летняя королева Нидерландов Беатрикс подписала документ об отречении от престола, передав монархию в руки своего старшего сына Виллема-Александра.
21 июля 2013 года король Бельгии Альберт II подписал акт об отречении от престола в пользу своего сына принца Филиппа.
18 июня 2014 года король Испании Хуан Карлос I подписал акт об отречении от престола в пользу своего сына принца Астурийского Фелипе.
28 февраля 2013 года произошло отречение от Престола папы римского Бенедикта XVI. Это решение Бенедикта XVI сделало его первым римским папой, добровольно ушедшим на покой со времён отречения папы Григория XII в 1415 году (с целью преодоления Великого западного раскола). Предыдущее же отречение по собственной единоличной инициативе папы произошло в 1294 году, когда престол покинул престарелый Целестин V. Бенедикт XVI заявил, что причиной такого решения стали возраст и проблемы со здоровьем, не позволяющие ему нести свою службу на должном уровне.
30 апреля 2019 года 125-й император Японии Аки́хито добровольно покинул престол и удалился на покой, передав трон своему старшему сыну, наследному принцу Нарухито. Акихито стал первым отрёкшимся от престола императором за последние двести лет (после императора Кокаку).
14 января 2024 года королева Дании Маргрете II отреклась от престола в пользу своего сына принца Фредерика спустя ровно 52 года после восцарения на престол. Отречение Маргрете стало первым добровольным отречением в истории датской монархии после отречения короля Эрика III в 1146 году .